# اللادينية في الهند
إن للإلحاد واللاأدرية تاريخًا طويلًا في الهند، وقد ازدهر كل منهما في نطاق الحركة السمنية. ويحظى الإلحاد بالقبول في الأديان الهندية مثل الجاينية والبوذية ومعظم مذاهب الهندوسية. وقد قدمت الهند بعض السياسيين والإصلاحيين الاجتماعيين الملحدين البارزين. وطبقًا لتعداد السكان في الهند عام 2011، فإن 99.76% من الهنود ينتمون إلى دين ما، في حين أن 0.24% لم يذكروا هوياتهم الدينية. ووفقًا لتقرير مؤسسة غالوب الدولية المعني بالدين والإلحاد الصادر في عام 2012، كان نحو 81% من الهنود متدينين، ونحو 13% غير متدينين، و3% ملحدين عن قناعة، و3% غير متأكدين أو لم يجيبوا على التقرير.

## الوضع القانوني والحقوق والقوانين
الإلحاد واللادينية غير معترف بهما على نحو رسمي في الهند. التصريح بالردة والانشقاق عن الدين مسموح بها بموجب الحق في حرية الاعتقاد كما ينص الدستور، ويسمح قانون الزواج الخاص لعام 1945 بزواج الأشخاص الذين لا يؤمنون بمعتقدات دينية، وكذلك بالزواج غير الديني وغير الطقسي. ومع ذلك، لا توجد قوانين محددة ترعى حاجات الملحدين، وفيما يخص الأغراض الإدراية؛ يُعامل هؤلاء الملحدين تبعًا للدين الذي نشأوا عليه.

### الأحكام البارزة
في 29 أكتوبر 2013، حكمت محكمة مومباي العليا لصالح مدرس ملحد من ناشيك. كان سانجاي سالف يعمل في مدرسة سافيتريباي فول الثانوية التي تمولها الدولة منذ عام 1996. وفي يونيه 2007، أثناء جلسة للصلاة، لم يثني سالف يديه أثناء التعهد أو أثناء الصلاة. اعتبرت إدارة المدرسة ذلك نوعًا من سوء السلوك وعدم الانضباط ورفضت منحه راتبًا أعلى في عام 2008 عندما أصبح سالف مؤهلاً لذلك. سعى سالف إلى اللجوء إلى القضاء مستشهدًا بالمادة 28 (أ) من الدستور التي تنص على أنه «لا يجوز إلزام أي شخص يخدم في أي مؤسسة تعليمية تعترف بها الدولة أو تتلقى معونة من أموال الدولة بالمشاركة في أي تعليم ديني مسموح بإجراءه في هذه المؤسسة، أو حضور أي عبادة دينية قد تُجرى في هذه المؤسسة». وقد حكمت المحكمة لصالح سالف، وألزمت المدرسة بالإفراج عن مستحقاته بحلول 31 يناير 2014.
في 23 سبتمبر 2014، أعلنت محكمة مومباي العليا أنه لا يجوز للحكومة إجبار أي شخص على إعلان دينه في أي وثيقة أو في أي استمارة. وذكرت المحكمة أيضًا أنه يحق لأي مواطن أن يعلن بأنها/ بأنه لا ينتمي إلى أي دين. وقد جاء القرار ردًا على دعوى المصلحة العامة (پي أي إل) التي رفعها رانجيت موهيت وكيشور نازار وسبهاش رانوير، وهم ممثلين لمنظمة تسمى كنيسة الإنجيل الكامل، بعد أن رفضت مطبعة ولاية ماهاراشترا إصدار إشعارًا لهم في الجريدة الرسمية يعلنون فيه أنهم لا ينتمون إلى أي دين. وقد ذكر أصحاب البلاغ أن المنظمة تضم نحو 4000 عضو، وأنهم يؤمنون بيسوع المسيح ولكنهم لا يعتنقون المسيحية أو أي دين. وردًا على الالتماس، ذكرت حكومة ماهاراشترا والحكومات المركزية أنه لا يمكن معاملة «الاعتقاد في اللادينية» كدين في الأوراق والنماذج الرسمية. وأثناء إصدار الحكم؛ استشهدت المحكمة بالمادة 25 من الدستور، والتي تكفل الحق في حرية المعتقد.

## التركيبة السكانية

### تعداد الحكومة الهندية السكاني
لا يحصي تعداد الهند السكاني الملحدين على نحو واضح. ففي تعداد الهند السكاني لعام 2011، اشترطت استمارة الرد على المجيب أن يختار من بين ست خيارات في خانة الدين. وقد كان خيار«شئ آخر» مخصصًا للأديان الأقلوية أو للأديان القبلية وكذلك الملحدين واللاأدريين.
أُصدرت بيانات تعداد الهند السكاني لعام 2011؛ المتعلقة بالاعتقاد الديني في أغسطس 2015. وكشفت أن نحو 2,870,000 قد ذكروا في جوابهم بأنهم لا يعتنقون أي دين، وهو ما يُقدر بنحو 0.27% من السكان. غير أن ذلك العدد قد شمل الملحدين والعقلانيين، وشمل أيضًا أولئك المعتقدين في قوة عليا. وقال كريشناسامي فيراماني، أحد قادة درافيدار كازاغام، إنها المرة الأولى التي يُسجل فيها عدد الأشخاص غير المتدينين في التعداد. ومع ذلك، فقد أضاف بأنه يعتقد بأن عدد الملحدين في الهند كان في الواقع أكثر من ذلك؛ إذ أن العديد من الأشخاص لا يكشفون عن إلحادهم بسبب الخوف.

### مسوحات مختلفة

#### رابطة مسح القيم العالمية (2006)
وفقًا لمسح رابطة مسح القيم العالمية؛ الذي أُجري عام 2006 من قبل شركة دنستو للاتصالات، مركز البحوث الياباني (2006)، فإن نحو 6.6% من الهنود غير متدينين.

#### مؤشر مؤسسة غالوب الدولية المعني بالدين والإلحاد
وفقًا لتقرير مؤسسة غالوب الدولية المعني بالدين والإلحاد لعام 2005؛ كان نحو 87% من الهنود متدينين، ونحو 4% يسمون أنفسهم ملحدين. ووفقًا لتقرير نفس مؤسسة لعام 2012؛ كان نحو 81% من الهنود متدينين، ونحو 13% غير متدينين، و3% ملحدين عن قناعة، و3% غير متأكدين أو لم يجيبوا على التقرير.

#### آراء العلماء في الهند ونظرتهم للعالم (2007)
في عام 2007، أجرى معهد دراسة العلمانية في المجتمع والثقافة التابع لكلية ترينيتي مسحًا بمساعدة من مركز البحث الحر (فرع الهند) أُطلق عليه «آراء العلماء في الهند ونظرتهم للعالم». وقد شمل المسح نحو 1100 عالمًا من 130 معهد. وقد عرَّف معظمهم أنفسهم بأنهم علمانيون (59%) أو علمانيون إلى حد ما (16%)؛ مع رفضهم بأن يُوصفوا بأنهم لادينين. وقد عرَّف نحو  83% العلمانية، كما تظهر في الدساتير الهندية، على أنها فصل الدين عن الدولة. ولكن عرَّفها أيضًا نحو 93% بأنها التسامح مع الفلسفات الدينية الآخرى. بينما ساوى نحو 20% بين العلمانية والإلحاد. ونحو 11% فقط اعتبروا أنفسهم غير روحانيين بالكامل. ومع ذلك، أشار نحو 8% منهم إلى أنهم سيرفضون إجراء بحوث الخلايا الجذعية استنادًا إلى معتقدات دينية أو أخلاقية. علّق العالم الهندي «ياجناسوامي صندارا راجان» على هذا القول بأن معظم الهنود لا يشعرون بوجود تعارض بين العلم والدين. ومن جهة أخرى، أشار كل من إنايا ناريسيتي- رئيس مركز البحث الحر (فرع الهند)- وبوشبا بهارغافا، المدير السابق لمركز البيولوجيا الخلوية والجزيئية؛ إلى افتقار العلماء الهنود إلى الطابع والمزاج العلمي.

#### الدين بين العلماء في سياق دولي (2014)
في مسح أجرته إيلين هوارد إيكلاند من جامعة رايس، تبين ما يلي:
|                                                                     | الهند | المملكة المتحدة |
| العلماء غير المتدينين                                               | 6%    | 65%             |
| العلماء الذين يحضرون الشعائر الدينية بانتظام (مرة في الشهر أو أكثر) | 32%   | 12%             |
| العلماء الذين لا يحضرون الشعائر الدينية                             | 19%   | 68%             |
| العلماء المؤمنون بوجود حقائق أساسية في العديد من الأديان            | 73%   | 49%             |
| العلماء المؤمنون بإله                                               | 27%   | 11%             |
| العلماء المؤمنون بقوة عليا من نوع ما                                | 38%   | 8%              |

وقد شملت تلك الدراسة نحو 1,581 عالمًا من المملكة المتحدة ونحو 1,763 عالمًا من الهند.